# Nelima semproni
Nelima semproni is een hooiwagen uit de familie Sclerosomatidae.